# Ralf Faber
Ralf Faber (* 12. September 1948) ist ein ehemaliger deutscher Fußballspieler. Der Mittelfeld- und Abwehrspieler hat in der Saison 1968/69 beim SV Werder Bremen ein Bundesligaspiel absolviert und gewann mit den Amateuren des 1. FC Köln 1981 die deutsche Amateurmeisterschaft.

## Karriere
Faber lernte das Fußballspielen bei Schwarz-Weiß Düren, wo er bis zum ersten Jahr der A-Junioren spielte. Dann wechselte er im zweiten Jahr zur SG Düren 99. Hier konnte er sich gleich im ersten Seniorenjahr als Stammspieler der ersten Mannschaft etablieren, die damals in der drittklassigen Verbandsliga Mittelrhein spielte. Auf das Mitglied der Mittelrheinauswahl wurde der Bundesligatrainer von Werder Bremen, Fritz Langner, aufmerksam. Werder Bremen schloss mit Faber einen Zweijahresvertrag ab. In der Saison 1968/69 wurde er allerdings nur in einer Begegnung gegen den späteren Vizemeister Alemannia Aachen eingewechselt. Am 29. Spieltag kam er in der 76. Minute für Horst-Dieter Höttges auf den Platz. Fritz Langner setzte im Mittelfeld in erster Linie auf schon erfahrene Spieler wie Diethelm Ferner, Max Lorenz und den Dänen John Danielsen. Der junge Faber war als Perspektivspieler verpflichtet worden. Nach dem ersten Profijahr ließ er sich reamateurisieren und schloss sich wieder SG Düren 99 an. Hier entwickelte er sich bald zu einem Führungsspieler. Zur Saison 1974/75 verließ Faber nach dem Abstieg in die Landesliga den Klub und wurde für die zweite Mannschaft des 1. FC Köln verpflichtet, die in der Verbandsliga Mittelrhein spielte. Im „zweiten Anzug“ des Bundesligisten wurde Faber ebenfalls bald Führungsspieler, gewann 1976/77 die Mittelrheinmeisterschaft und feierte schließlich nach sieben Jahren bei den Geißböcken als Kapitän unter Trainer Erich Rutemöller seinen größten sportlichen Erfolg. Die Deutsche Fußball-Amateurmeisterschaft 1981 war die Krönung: Im Franz-Kremer-Stadion wurde der FC St. Pauli vor 6000 Zuschauern mit 2:0 besiegt. Danach beendete er mit fast 33 Jahren seine aktive Laufbahn. Anschließend verlegte er sich auf den Sportjournalismus und leitete etliche Jahre das Ressort Lokalsport beim Kölner Stadtanzeiger.